# Municipio de Dailey
El municipio de Dailey (en inglés: Dailey Township) es un municipio ubicado en el condado de Mille Lacs en el estado estadounidense de Minnesota. En el año 2010 tenía una población de 234 habitantes y una densidad poblacional de 2,93 personas por km².

## Geografía
El municipio de Dailey se encuentra ubicado en las coordenadas 45°57′28″N 93°44′7″O / 45.95778, -93.73528. Según la Oficina del Censo de los Estados Unidos, el municipio tiene una superficie total de 79.88 km², de la cual 79,35 km² corresponden a tierra firme y (0,66 %) 0,53 km² es agua.

## Demografía
Según el censo de 2010, había 234 personas residiendo en el municipio de Dailey. La densidad de población era de 2,93 hab./km². De los 234 habitantes, el municipio de Dailey estaba compuesto por el 97,01 % blancos, el 0,85 % eran amerindios, el 0,43 % eran asiáticos y el 1,71 % eran de una mezcla de razas. Del total de la población el 0,43 % eran hispanos o latinos de cualquier raza.